# Platyptilia sogai
Platyptilia sogai là một loài bướm đêm thuộc họ Pterophoridae. Nó được tìm thấy ở Madagascar.